# Toshiko Yuasa
Toshiko Yuasa (湯浅年子?, Yuasa Toshiko; Ueno, 11 dicembre 1909 – Parigi, febbraio 1980) è stata una fisica giapponese. È nota per essere stata la prima fisica del Giappone e per venire definita la Marie Curie giapponese, avendo anch'essa studiato le radiazioni, proprio con Irène Joliot-Curie e Frédéric Joliot-Curie, rispettivamente figlia e genero di Marie.
Dal momento che i pregiudizi di genere in Giappone limitavano i suoi studi sullo spettro elettromagnetico degli atomi, si trasferì in Francia durante la seconda guerra mondiale, dove studiò il nucleo atomico e il decadimento beta negli isotopi radioattivi artificiali; con la liberazione della Francia da parte degli alleati si trasferì in Germania, dove costruì uno spettrometro in grado di misurare i raggi beta, una delle sue più importanti invenzioni. Con la sconfitta della Germania nazista fu costretta a tornare in Giappone per un breve periodo, per poi tornare finalmente in Francia, dove restò fino al giorno della sua morte.

## Biografia

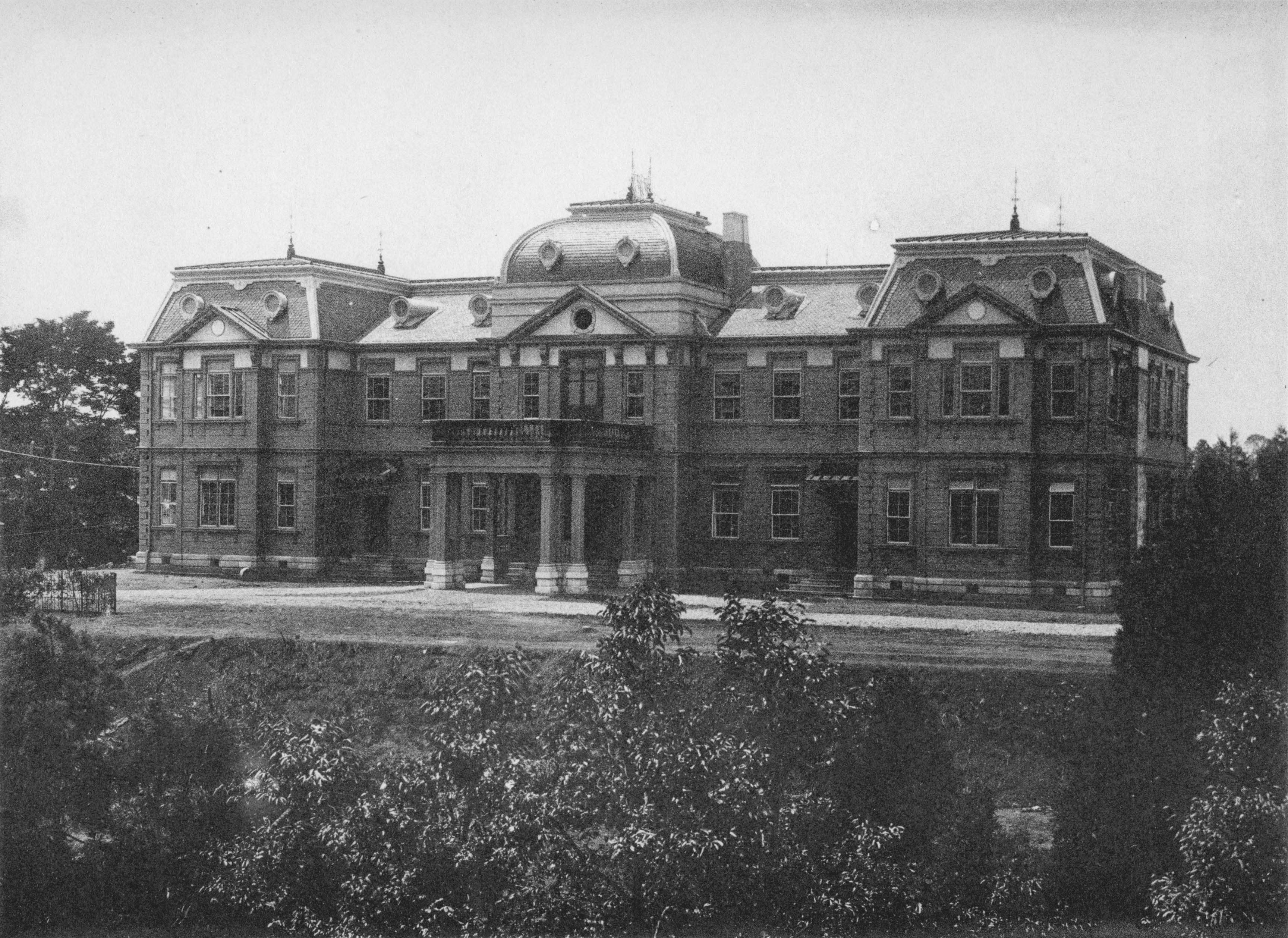
Sede dell'università di Tsukuba nel 1931, quando Yuasa vi si è iscritta

Nata a Tokyo, nel quartiere di Ueno, da una madre poetessa e da un padre ingegnere che la ispirò a diventare in seguito una scienziata, si laureò presso l'Università di Ochanomizu, una delle poche università femminili dell'epoca in Giappone.
Una volta laureata, nel 1931 si iscrisse all'Università di Tsukuba, per divenire presto la prima donna giapponese a specializzarsi in fisica, osservando lo spettro elettromagnetico prodotto dai diversi atomi per studiarne la struttura.
I suoi studi vennero limitati dai pregiudizi di genere, all'epoca ancora molto forti in Giappone, che portavano diverse persone a non accreditare le sue ricerche e a non ritenerla adatta a compiere tali studi. Dopo che sentì parlare degli studi sulla radioattività artificiale di Irène e Frédéric Joliot-Curie, rispettivamente figlia e genero di Marie Curie, Yuasa ne rimase affascinata e decise di trasferirsi in Francia per assisterli: nessuno prima era stato in grado di creare elementi radioattivi artificialmente.

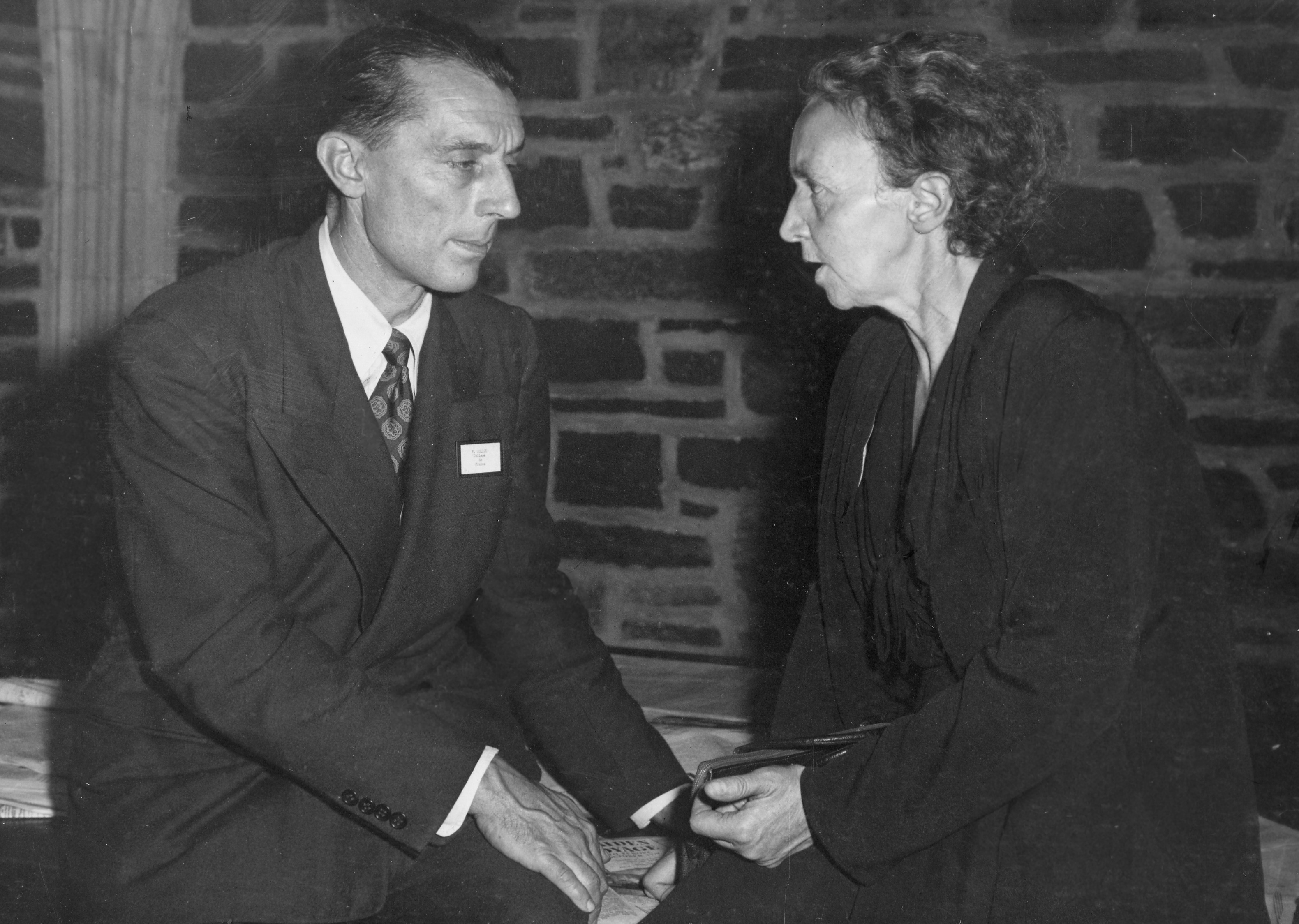
Irène Curie e Frédéric Joliot nel 1940

Il governo francese supportò la scienziata, consentendole di trasferirsi e di studiare nel Paese attraverso una serie di finanziamenti. Yuasa sbarcò in Francia solo pochi mesi dopo l'inizio della seconda guerra mondiale, nel marzo del 1940, ritrovandosi in un contesto di legge marziale; i Joliot-Curie rimasero tuttavia impressionati dall'entusiasmo della trentenne, consentendole di lavorare nel loro laboratorio al Collège de France, dove studiò il nucleo atomico, nonostante gli istituti di ricerca fossero chiusi agli stranieri.
(Toshiko Yuasa)
La campagna di Francia impedì alla scienziata di conseguire i suoi obiettivi: in seguito all'occupazione tedesca della Francia il laboratorio diretto dai Joliot-Curie venne chiuso e Yuasa fu costretta a fuggire, restando senza un lavoro e cadendo in povertà.
La donna mantenne un ottimo rapporto con i Joliot-Curie e, ispirata dalla madre di Irène, Marie Curie, iniziò a studiare il decadimento beta negli isotopi radioattivi artificiali, ricevendo nel 1943 un dottorato honoris causa per aver dato un gran contributo alla ricerca in un argomento all'epoca di grande interesse scientifico.
In seguito alla liberazione della Francia da parte degli Alleati nel 1944, venne evacuata a Berlino per volontà del governo giapponese, in quanto alleato della Germania nazista. Qui la ricercatrice fu nuovamente in grado di ottenere un posto nell'ambito della ricerca all'Università di Berlino; in questo periodo costruì uno spettrometro in grado di misurare i raggi beta, invenzione che portò con sé quando dovette tornare nella sua patria nel 1945, in seguito alla resa della Germania.
Tornata in Giappone, Yuasa continuò i suoi studi per qualche mese, quando in seguito all'occupazione del Giappone venne costretta a cessarli; Yuasa iniziò quindi a insegnare all'università nella quale si era laureata, promuovendo il progetto della costruzione di una nuova università nazionale femminile.
Nel 1949 Yuasa tornò in Francia, dove trascorse il resto della sua vita, per lavorare al Centre national de la recherche scientifique; dieci anni dopo iniziò a studiare i nuclei degli atomi.
La scienziata si sottopose a un intervento chirurgico a causa di un cancro allo stomaco e un anno dopo si ritirò, seppur mantenendo il suo interesse per la scienza.
Il governo giapponese assegnò a Yuasa una medaglia con nastro viola nel 1979; morì in Francia nel febbraio dell'anno successivo. L'appartenenza all'Ordine della Corona Preziosa le venne attribuita post mortem.